# Excess (dansband)
Excess är ett dansband från Huskvarna. Det bildades i 1993 i Nyköping.
År 2000 gick Excess till final i dansbands-SM vid Fryksdalsdansen i Sunne, som dock vanns av Expanders. De utsågs till "Årets dansbandskometer" vid Härnösands Grand Prix 2011 och i Bingolottos dansbandstävling 2013 blev de handplockade att delta, och gick vidare till semifinal. Bandet hamnade på en delad tredjeplats.
Deras låt Nu lever jag min dröm belönades år 2025 med priset för Årets låt i den årliga utmärkelsen Guldklaven.

## Banduppsättning
- Andreas Carlson - Trummor
- Therese Sundahl - Sång
- Hasse Karlsten - Bas
- Andreas Nycander - Gitarr och Sång
- William Endmyhr - Keyboard

### Tidigare medlemmar
- Henke Gillenheim

- Hannes Kvarnström
- Marin Popovski
- Mårten Nordström
- Vincent Petersson
- Andreas Bergquist
- Mathias Ljungqvist
- Thomas Karlsson
- Andreas Sjöö
- Janne Auvinen
- Roger Zetterqvist
- Magnus Andersson
- Mattias Berghorn
- Göran Björkström
- Mattias Andersson
- Mats Klarholm

## Diskografi

### EP-skivor
| Titel          | Utgivningsår | Källor |
| -------------- | ------------ | ------ |
| För den du var | 2014         | [ 6 ]  |

### Singlar
| Titel         | Utgivningsår | Källor |
| ------------- | ------------ | ------ |
| Linda kom hem | 1999         | [ 7 ]  |